# Dulovce
Dulovce (Hongaars:Újgyalla) is een Slowaakse gemeente in de regio Nitra, en maakt deel uit van het district Komárno.
Dulovce telt 1859 inwoners.

## Geschiedenis
Het dorp is ontstaan in de middeleeuwen als een landgoed onder de plaats Ógyalla. De adellijke families Konkoly-Thege en Csúzy zijn de grootgrondbezitters. De laatstgenoemde familie haalt tussen 1690 en 1700 de eerste bewoners naar het dorp uit de grensstreek tussen Tsjechië en Hongarije. Tot 1740 arriveren nog meer mensen in de nederzetting afkomstig van de streek rondom de rivier de Vah (Vág). 
In 1910 is de bevolking voor 89% Hongaarstalig, nog geen 10 jaar later is het gebied toegewezen aan het nieuw gevormde land Tsjecho-Slowakije. Onder dat bestuur wordt in 1921 een nieuwe volkstelling gehouden, de Hongaren vormen dan 74% van de bevolking. In 1922 laat landeigenaar Emil Bacher nieuwe kolonisten overkomen naar het dorp, Slowaken uit Roemeense gebieden. In 1929 wordt het dorp in een grote brand verwoest. In 1938 wordt het dorp weer toegewezen aan Hongarije om na de Tweede Wereldoorlog weer aan Tsjecho-Slowakije toe te komen. In 1947 en 1948 worden Slowaken gesetteld in het dorp, de Hongaarse bevolking wordt gedwongen te vertrekken tijdens de Tsjechoslowaaks-Hongaarse bevolkingsruil.
In 1948 wordt de naam van het dorp vervangen van Nová Ďala naar Dulovce.
In 2021 had het dorp 1648 inwoners, 91,63% is Slowaakstalig, 4,37% Hongaarstalig.